# 2010年波兰空军101号班机空难
2010年4月10日，一架载有波兰总统萊赫·卡欽斯基、政府和立法机构众多高官的图-154型专机在俄罗斯斯摩棱斯克坠毁，机上包括多名波蘭政府高官、國會議員及軍事將領，連同机组人员在内共96人全部遇难，駕駛失誤導致了這起事故的發生。

## 事故

飞机飞行路线及失事地点

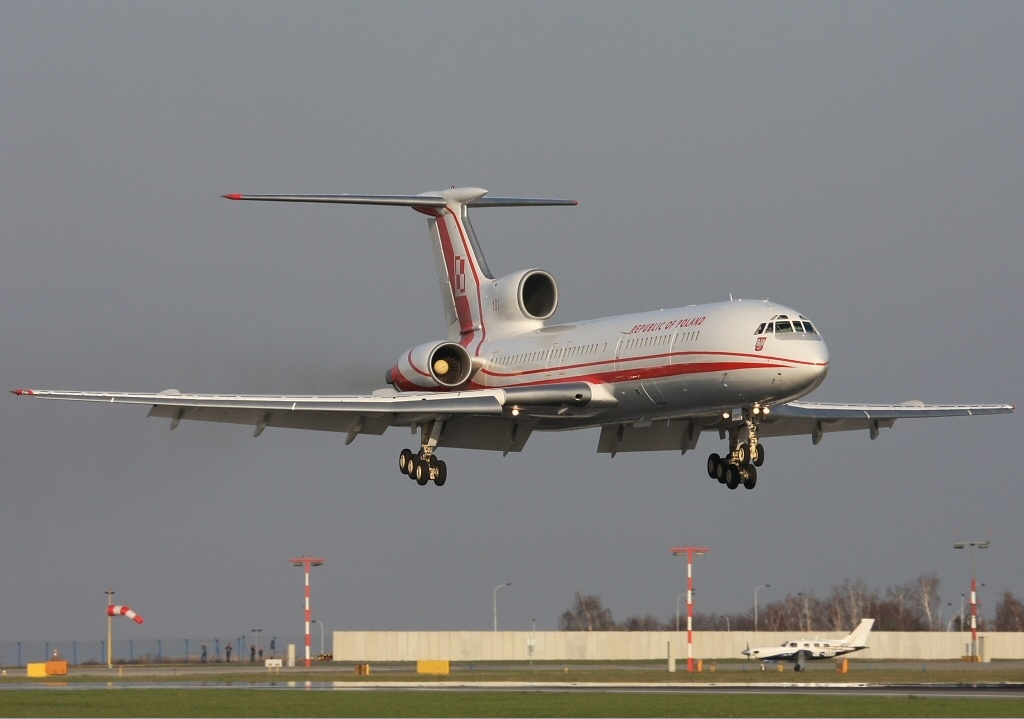
失事的101號圖-154，攝於失事前39小時

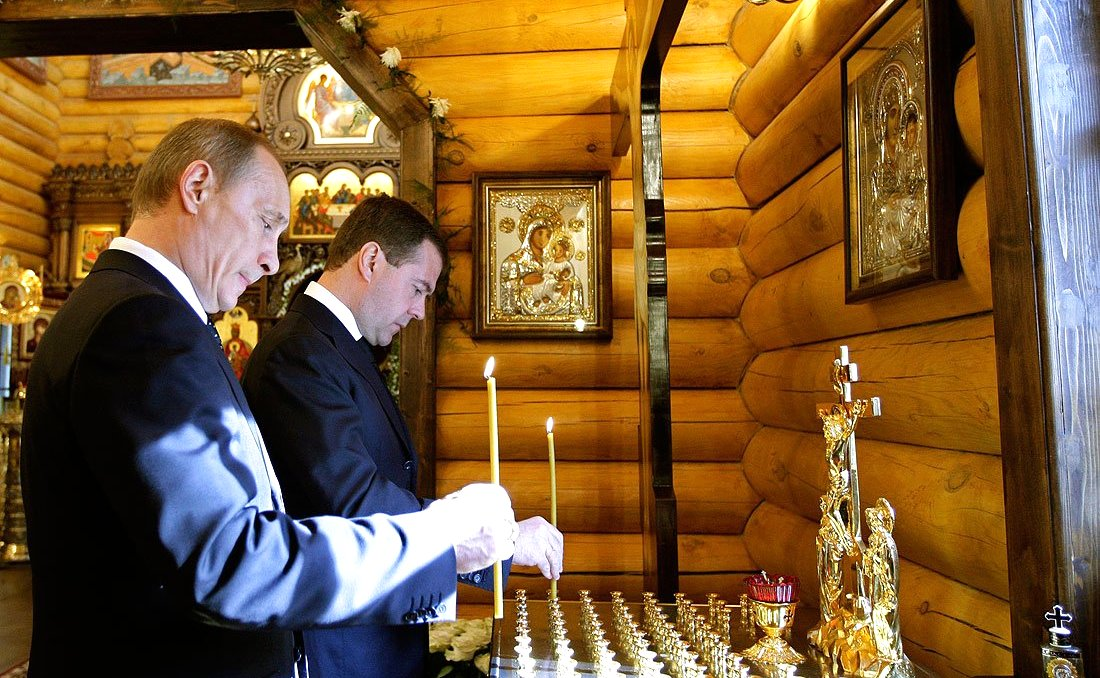
2010年4月10日，梅德韦杰夫和普京在總統官邸内的小聖堂中為空難遇難者插蠟燭以表悼念

在莫斯科夏令时间10:56（世界协调时06:56，华沙时间08:56），搭载波兰总统萊赫·卡欽斯基的圖-154型客机在俄罗斯斯摩棱斯克附近試圖降落時坠毁。卡钦斯基预定访问斯摩棱斯克参加纪念卡廷大屠殺70周年的活动。飞机从华沙肖邦机场起飞，预定降落在斯摩棱斯克北机场。
活动组织者选择苏联研制的图-154型客机，以对东道主示好。
据波兰内政部网站公布的遇难者名单，机上共有89名乘客，8名机组人员。
根据波兰新闻频道TVN24的报道，机上共有89名波蘭方面乘客。原定第90名乘客、总统助理索菲娅·克鲁申斯卡-古斯特因身体不适而临行前取消行程。俄羅斯官方經調查后公佈機上俄、波雙方乘客和機組人員97名全部遇難。
事故发生在距斯摩棱斯克北機場1.5公里处，距着陆地300-400米，有大雾，能见度仅有500米，事故发生前飞行员曾尝试重飛。当时机场因大雾而临时关闭，飞行员被建议改降莫斯科或明斯克，但他仍然决定按原计划降落，并在尝试降落时发生事故。据报道，飞机机翼撞上树梢，落到地面，然后解体并迅速开始燃烧。。
事故原因最初认定为机组人员失误，调查员及刑法专家已赶往事发地进行调查。2008年南奥塞梯战争时，卡钦斯基专机飞行员就曾因拒绝在第比利斯国际机场降落而收到解聘的威胁。

## 波蘭國內善後工作

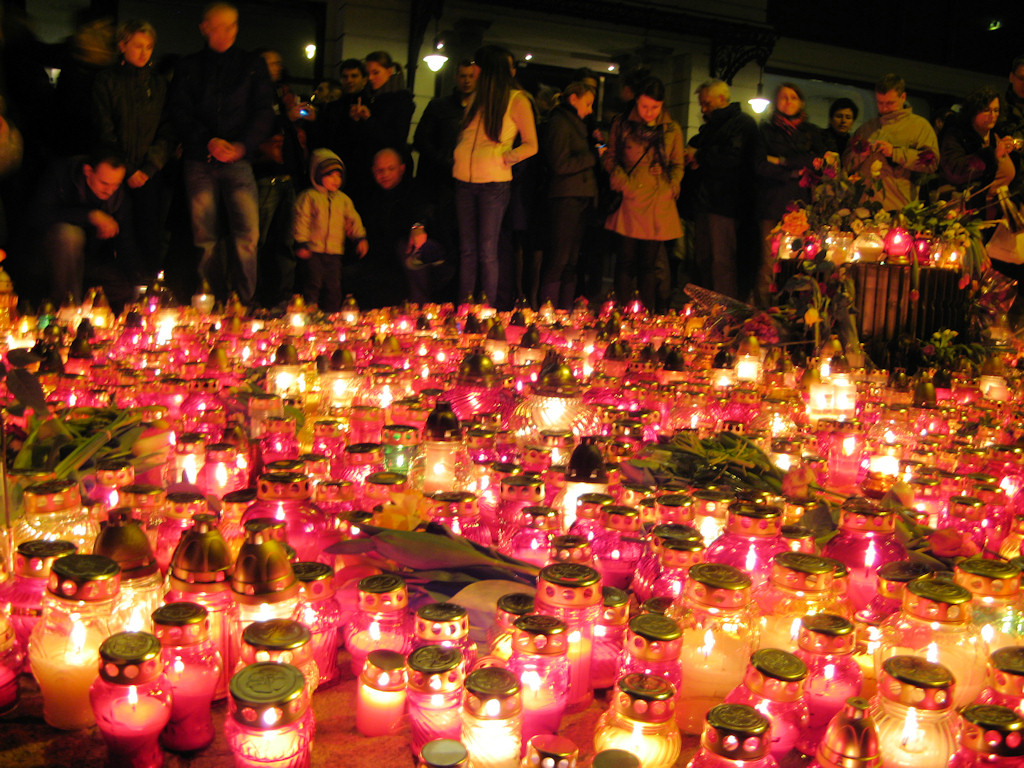
2010年4月10日华沙皇家之路上的人群

根據波蘭憲法，眾議長布羅尼斯瓦夫·科莫羅夫斯基將暫時履行總統職權，眾議長應在14天內做出總統選舉的決定。總統選舉將在代總統宣佈大選日期60天內進行。波蘭政府發言人說，因總統卡欽斯基在墜機事件中遇難，波蘭將提前舉行總統選舉，但並未說明選舉的具體日期。
而波蘭總理唐納德·圖斯克當天舉行了短時間的部長緊急會議，隨後向全國發表電視講話，表示波蘭政府將會正常運轉和工作。同時他宣布將進行為期一周的哀悼活動。當地時間11日中午12時全國將默哀2分鐘。
總統之遺體已於2010年4月11日運回華沙，其靈柩停放在總統府禱告室，從13日開始閉棺供民眾瞻仰，並將於4月17日舉行葬禮。由于受到冰岛埃亚菲亚德拉冰盖火山喷发导致的欧洲机场瘫痪，原定出席的德国总理安格拉·默克爾、英国查尔斯王子和美国总统贝拉克·奥巴马等各国政要无法前往参加葬礼。
2018年4月10日，空难纪念碑在波兰华沙揭幕。

## 事故调查

### 飞机历史
此次空难中的波兰总统专机为图-154M型（生產编号：90A837），已服役超过20年，属超期服役。2008年，波兰空军第36特别航空团的一些飞行员就曾因存在安全隐患为由拒绝驾驶飞机。2008年底，卡钦斯基在结束对蒙古访问回国时图-154还因机械故障而租用其他飞机。对此，波兰政府则多次由于资金问题否决了更换飞机的提议，卡钦斯基本人也曾以节约为由婉拒更换飞机。

### 官方調查結果
俄罗斯总统梅德韦杰夫在事後宣布成立調查組調查此次事件。調查組由俄罗斯总理普京負責。俄羅斯亦已派出3架救援直升機趕往失事現場。
俄羅斯方面證實找到失事飛機的兩個黑盒子。被送到莫斯科的空難調查中心去下載黑盒子的資料。依據俄羅斯專家所解讀出黑盒子的內容顯示，飛機飛行時性能良好，也無任何技術問題，直至撞樹時飛機的各種數據良好。完全是人為因素的結果。由錄音內容當機場塔台航管對飛機駕駛發出的警告指令，機場濃霧不宜降落，飛機駕駛員回答塔台航空称将尝试進場到100公尺高，如果還不能降落就使用自動駕駛重飛。亦未接受建議指令改至其它機場降落，仍然試圖降落，最終失敗釀成悲劇。俄羅斯專家認為飛機駕駛員顯然是受到上層領導人的壓力，才會服從而進行了降落行動；也就是飛機駕駛員是被迫實施降落；不過俄國調查人員並未找到「任何高階乘客逼迫飛機駕駛員降落在斯摩棱斯克」的證據。
波蘭調查人員从飞机残骸中获取了机上第三个黑匣子：波兰制造的数据快速记录器，并运回华沙破解其数据。经过比对，与机上俄罗斯制造的两个黑匣子：舱音记录器与飞行数据记录器完全吻合。波兰调查人员將飛機墜毀歸咎於飛機駕駛失誤，揭露了飛機試圖降落時撞樹，機組人員如何知道他們在劫難逃的情形，「包括黑匣子譯碼初步結果的證據分析顯示，駕駛失誤導致這起悲劇發生。」
据《空中浩劫》纪录片采访了此次空难的俄罗斯与波兰两国的官方空难调查人员并根据两国各自的官方空难事故报告，空难经过基本情况如下：
1. 飞行员承受了间接压力。飞机在降落时低于某个飞行高度，驾驶舱里不允许进入非驾驶人员，应当保持静默，以便飞行员保持精力集中操纵飞机降落。而当时该机驾驶舱里还有波兰外交部礼宾司长、波兰空军司令官，机长还向礼宾司长解释了他将驾驶飞机尝试进近。该机长在2008年8月作为副机长参与执飞了运送波兰总统访问正处于南奥塞梯战争中的格鲁吉亚的飞行任务，而该次任务的正机长最后拒绝在不安全的第比利斯降落，改为备降在阿塞拜疆，事后该正机长前途尽毁，被取消了担任波兰要人专机机长的资格。这次斯摩棱斯克的飞行，正机长没有听取地面塔台航管的指示，仍然坚持要下降进近到100米高度，如果还是不能在浓雾中看见跑道就让自动驾驶仪控制飞机复飞。
2. 地面塔台航管承受了间接压力。斯摩棱斯克北機場作为俄罗斯备用的军用机场，没有飞行部队常驻，设备十分简陋，没有精密盲降的仪表进近着陆系统，也没有能精密跟踪显示飞机进近下滑的雷达，甚至没有外指点标台。当天浓雾天气下，地面塔台管制员没有要求飞机必须改飞备降其他机场，仅是通报了机场地面天气情况，并告诉飞行员不适于降落；当飞行员回答要进近到100米高度看情况是否复飞时，地面塔台航管人员没有坚决拒绝。
3. 飞行员养成了错误的飞行习惯。波兰空军的专机飞行员经常驾机在各军用机场起降。对于電腦系统没有数据资料的非民用机场，在降落过程中机上的近地警告系统（TAWS）不断发出告警。所以波兰空军的专机飞行员长期养成习惯，在军用机场着落时把气压式飞行高度表中的机场地面高度设定得更低，这使得近地警告系统不發出或者晚發出警告；由机上的领航员向正副机长口播通告低高度无线电高度表的度数。这种绕开飞行安全系统的行为是严重违规。
4. 机组人员不了解目标机场的地形。斯摩棱斯克北機場修筑在一处高地上，西侧是宽阔的低谷。该机在进近过程中，机组的领航员口播的低高度无线电高度表的度数，测得的是飞机距离该谷底的高度，而不是距离机场跑道水平面的高度。飞机擦撞的最初的树的高度为11米，而飞行数据记录器黑匣子录得的此时机长仪表板上的气压高度表读数为20米。
5. 机组对自动驾驶仪的复飞模式理解得不透彻。机长对地面塔台空管员称要驾驶飞机进近到100米高度，如果还是不能目视跑道就选择自动驾驶仪复飞。实际情况是机长按下了自动复飞按钮时，等了5秒钟期待飞机自动加大发动机油门爬升高度，但自动复飞需要地面有“外指点标台”信号，因此该机没能进入自动复飞状态而是在继续下滑高度导致了最终无法挽回撞树。

2016年2月，波兰称将重启事故调查。

## 遇難人员

### 政府官员
| 图片 | 姓名                      | 职位                       |
| ---- | ------------------------- | -------------------------- |
|      | 莱赫·卡钦斯基             | 波兰总统                   |
|      | 玛丽亚·卡钦斯卡           | 波兰第一夫人               |
|      | 马里乌什·汉兹利克         | 波兰总统办公室副主任       |
|      | 雷沙尔德·卡丘罗夫斯基     | 波兰流亡政府最后一任总统   |
|      | 安杰伊·克雷默             | 波兰外交部副部长           |
|      | 斯坦尼斯瓦夫·科莫罗夫斯基 | 波兰国防部副部长           |
|      | 托马什·梅尔塔             | 波兰文化与国家遗产部副部长 |
|      | 斯瓦沃米尔·斯克日佩克     | 波兰国家银行行长           |
|      | 瓦迪斯瓦夫·斯塔夏克       | 波兰总统办公室主任         |
|      | 亚历山大·什奇格沃         | 波兰国家安全局局长         |
|      | 帕维乌·维皮希             | 波兰总统办公室国务秘书     |
|      | 马里乌什·卡扎纳           | 波兰外交部礼宾司司长       |

### 国会议员

#### 上议院人士
| 图片 | 姓名                | 职位             |
| ---- | ------------------- | ---------------- |
|      | 克里斯蒂纳·博赫内克 | 波兰上议院副议长 |
|      | 雅尼纳·费特林斯卡   | 波兰上议院议员   |
|      | 斯坦尼斯瓦夫·扎永克 | 波兰上议院议员   |

#### 下议院人士
| 图片 | 姓名                       | 职位             |
| ---- | -------------------------- | ---------------- |
|      | 莱谢克·德普图瓦            | 波兰下议院议员   |
|      | 格热戈日·多尔尼亚克        | 波兰下议院议员   |
|      | 格拉日娜·杰西卡            | 波兰下议院议员   |
|      | 普热梅斯瓦夫·戈谢夫斯基    | 波兰下议院议员   |
|      | 伊莎贝拉·亚鲁加-诺瓦茨卡   | 波兰下议院议员   |
|      | 塞巴斯蒂安·卡尔皮纽克      | 波兰下议院议员   |
|      | 亚历山德拉·纳塔利-希维亚特 | 波兰下议院议员   |
|      | 克日什托夫·普特拉          | 波兰下议院副议长 |
|      | 阿尔卡迪乌什·雷比茨基      | 波兰下议院议员   |
|      | 耶日·斯马津斯基            | 波兰下议院副议长 |
|      | 约兰塔·希马内克-德雷什     | 波兰下议院议员   |
|      | 兹比格涅夫·瓦塞尔曼        | 波兰下议院议员   |
|      | 维斯瓦夫·沃达              | 波兰下议院议员   |
|      | （爱德华·沃伊塔斯          | 波兰下议院议员   |

### 军队將校
波蘭共和國軍指揮鏈的七个最高職務中有六人在此次事件中丧生，分别是军队統帥（总统）、总参谋长、陆海空军及特种部队司令。只有波兰国防部长波格丹·克利奇（Bogdan Klich）因未随同出访而幸免遇难。
| 图片 | 姓名                                                        | 职位                       |
| ---- | ----------------------------------------------------------- | -------------------------- |
|      | 弗郎齐歇克·贡戈尔上将                                       | 波兰军队总参谋长           |
|      | 布罗尼斯瓦夫·克维亚特科夫斯基中将 （Bronisław Kwiatkowski） | 波兰军队作战司令           |
|      | 安杰伊·布瓦西克中将 （Andrzej Błasik）                      | 波兰空军司令               |
|      | 塔德乌什·布克少将 （Tadeusz Buk）                           | 波兰陆军司令               |
|      | 安杰伊·卡尔维塔中将 （Andrzej Karweta）                     | 波兰海军司令               |
|      | 沃齐米日·波塔申斯基少将 （Włodzimierz Potasiński）          | 波兰特种部队司令           |
|      | 卡齐米日·吉拉尔斯基准将 （Kazimierz Gilarski）              | 华沙卫戍区司令             |
|      | 米龙·霍达科夫斯基准將兼总主教 （Miron Chodakowski）         | 波兰正教会军中教长区总主教 |
|      | 塔德乌什·普沃斯基少將兼主教 （Tadeusz Płoski）              | 天主教波兰军中教长区主教   |
|      | 扬·奥辛斯基中校兼司铎 （Jan Osiński）                       | 天主教波兰军中教长区司铎   |
|      | 亚当·皮尔希上校兼牧师 （Adam Pilch）                        | 代理信义宗波兰军中牧师     |

### 卡廷大屠杀相关人员及团体代表
| 图片 | 姓名                                                                 | 职位 |
| ---- | -------------------------------------------------------------------- | --- |
|      | 叶娃·邦科夫斯卡 （Ewa Bąkowska）                                     | 米奇斯瓦夫·斯莫拉文斯基（Mieczysław Smorawiński）少将之孙女                                                                     |
|      | 安娜·玛利亚·博罗夫斯卡 （Anna Maria Borowska）                       | 弗朗齐歇克·博罗夫斯基少尉（Franciszka Popławskiego）之女，戈尔佐夫斯卡卡廷大屠杀家庭（Gorzowskiej Rodziny Katyńskiej）副主席（自2009年11月6日起）（1928年7月20日生）                 |
|      | 巴尔托什·博罗夫斯基 （Bartosz Borowski）                             | 安娜·玛利亚·博罗夫斯卡（ （弗朗齐歇克·博罗夫斯基（Franciszka Borowskiego）之子）之孙子（1978年6月3日生）                                              |
|      | 爱德华·杜赫诺夫斯基 （Edward Duchnowski）                            | 西伯利亚流放者协会（Związku Sybiraków）总秘书长                                                                                                  |
|      | 布罗尼斯瓦夫·戈斯托姆斯基教长 （Bronisław Gostomski）                | 北伦敦（Londyn-Północ）总铎区总铎，伦敦聖安德肋·保保拉教堂堂区主任                                                              |
|      | 约瑟夫·若尼克司铎 （Józef Joniec）                                   | 堂区游戏协会（Stowarzyszenia Parafiada）主席 |
|      | 兹齐斯瓦夫·克鲁尔司铎 （Zdzisław Król）                              | 华沙卡廷大屠杀家庭（Warszawskiej Rodziny Katyńskiej）会长（1987-2007）                                                                                         |
|      | 安杰伊·克瓦希尼克司铎 （Andrzej Kwaśnik）                            | 卡廷大屠杀家庭联盟（Federacji Rodzin Katyńskich）会长 |
|      | 塔德乌什·卢托博尔斯基 （Tadeusz Lutoborski）                         | 阿达玛·卢托波尔斯基少尉（Adama Lutoborskiego）之子                                                                                                 |
|      | 泽农娜·博扎娜·马蒙托维奇-沃耶克 （Zenona Bożena Mamontowicz-Łojek）                                 | 波兰卡廷大屠杀基金会（Polskiej Fundacji Katyńskiej）主席                                                                        |
|      | 斯特凡·梅拉克 （Stefan Melak）                                       | 卡廷大屠杀委员会（Komitetu Katyńskiego）主席 |
|      | 斯坦尼斯瓦夫·米凯律师 （Stanisław Mikke）                            | 斗争和殉难场所保护委员会（ROPWiM）副主席，月刊“”的编辑                                                                          |
|      | 布罗尼斯瓦娃·奥拉维克-勒夫勒 （Bronisława Orawiec-Löffler）          | 死在卡廷的波兰官员弗朗齐歇卡·奥拉夫卡（Franciszka Orawca）的侄女；来自波德哈拉的卡廷大屠杀家庭协会的会员                                         |
|      | 卡塔齐娜·皮斯科尔斯卡 （Katarzyna Piskorska）                        | 托马什·皮斯科尔斯基（Tomasza Papieskiego）之女                                                                                  |
|      | 安杰伊·萨尤什-斯孔普斯基 （Andrzej Sariusz-Skąpski）                 | 卡廷大屠杀家庭联盟（Federacji Rodzin Katyńskich）主席 |
|      | 沃伊切赫·塞韦伦 （Wojciech Seweryn）                                 | 雕塑家，Pomnika Ofiar Katynia w Chicago的作者                                                                                   |
|      | 莱谢克·索尔斯基 （Leszek Solski）                                    | 卡齐米日·索尔斯基上尉（Kazimierza Solskiego）之子，前者是官员及运动员且为被害于卡廷的亚当·索尔斯基少校（Adama Solskiego）之侄。 |
|      | 特雷莎·瓦莱夫斯卡-普日雅乌科夫斯卡 （Teresa Walewska-Przyjałkowska） | “东方哥耳哥達”基金会（Fundacja "Golgota Wschodu"）                                                                              |
|      | 加布里埃拉·齐赫 （Gabriela Zych）                                    | 卡利什卡廷大屠杀家庭协会（Stowarzyszenia Rodzina Katyńska w ）主席                                                              |

### 其他乘客
| 图片 | 姓名                                                               | 职位 |
| ---- | ------------------------------------------------------------------ | --- |
|      | 乔安娜·阿加卡-因德卡律师 （Joanna Agacka-Indecka）                 | 最高律师公会（Naczelnej Rady Adwokackiej）主席 |
|      | 切斯瓦夫·齐温斯基 （Czesław Cywiński）                             | 全国军人世界协会（Światowego Związku Żołnierzy AK）主席 |
|      | 兹比格涅夫·登布斯基中校 （Zbigniew Dębski）                        | 战争英勇军功会成员（członek Kapituły Orderu Wojennego Virtuti Militari） 战争英勇军功骑士俱乐部干事（sekretarz Klubu Kawalerów Orderu Wojennego Virtuti Militari） |
|      | 卡塔芝娜·多拉钦斯卡 （Katarzyna Doraczyńska）                      | 波兰总统办公室，华沙南布拉加区（Praga Południe）市政专员（Radna）                                                                                                  |
|      | 亚历山大·费多罗维奇 （Aleksander Fedorowicz）                      | 俄语翻译 |
|      | 罗曼·因杰伊奇克司铎 （Roman Indrzejczyk）                          | 波兰总统小堂专任司铎 |
|      | 达留什·扬科夫斯基 （Dariusz Jankowski）                                             | 波兰总统办公室雇员 |
|      | 雅努什·科哈诺夫斯基 （Janusz Kochanowski）                         | 民權監察使 |
|      | 斯坦尼斯瓦夫·纳文奇-科莫尔尼基准将 （Stanisław Nałęcz-Komornicki） | 战争英勇军功官（kanclerz Orderu WojennegoVirtuti Militari） |
|      | 雅努什·克鲁普斯基 （Janusz Krupski）                               | 战斗人员和受迫害者办公室（Urząd do spraw Kombatantów i Osób Represjonowanych）主任                                                                                 |
|      | 雅努什·库尔特卡 （Janusz Kurtyka）                                 | 历史学家、波兰国家纪念院院长 |
|      | 沃伊切赫·卢宾斯基上校兼特许任教资格博士 （Wojciech Lubiński）      | 总统医生 |
|      | 芭芭拉·马明斯卡 （Barbara Mamińska）                               | 波兰总统办公室 |
|      | 雅尼纳·纳图塞维奇-米雷尔 （Janina Natusiewicz-Mirer）                                      | 西伯利亚流放者（sybiraczka），社会活动家，前克拉科夫的民主反对派；安娜·瓦连季诺维奇（Annie Walentynowicz）旅行的同伴（生于1940年1月1日）                                     |
|      | 皮沃特里·努瑞沃斯基 （Piotr Nurowski）                             | 波兰奥林匹克委员会主席 |
|      | 雷沙尔德·鲁马涅克司铎兼教授 （Ryszard Rumianek）                   | 斯特凡·維辛斯基樞機大學校长 |
|      | 伊莎贝拉·托马谢夫斯卡 （Izabela Tomaszewska）                      | 波兰总统办公室 |
|      | 安娜·瓦连季诺维奇 （Anna Walentynowicz）                           | 波兰沿海自由工会（Wolne Związki Zawodowe Wybrzeża）活动家 |
|      | 雅努什·扎克任斯基 （Janusz Zakrzeński）                            | 戏剧及电影演员 |
|      | 马采·普瓦任斯基 （Maciej Płażyński）                               | 波兰人共同体联盟主席 |
|      | 安杰伊·普热沃支尼克 （Andrzej Przewoźnik）                         | 波兰斗争和殉难场所保护委员会秘书长 |

### 波兰政府保卫局官员
| 图片 | 姓名                                                                   | 职位 |
| ---- | ---------------------------------------------------------------------- | ---- |
|      | 雅罗斯瓦夫·弗洛尔恰克中校 （Jarosław Florczak）                        |      |
|      | 达留什·米哈沃夫斯基上尉 （Dariusz Michałowski）                        |      |
|      | 帕维乌·姚奈切克中尉 （Paweł Janeczek）                                 |      |
|      | 皮沃特里·诺塞克少尉 （Piotr Nosek）                                    |      |
|      | 阿图尔·弗兰楚兹长旗手 （Artur Francuz）                                |      |
|      | 亚采克·苏鲁夫卡旗手 （Jacek Surówka）                                  |      |
|      | 帕维乌·克拉耶夫斯基旗手 （Paweł Krajewski）                            |      |
|      | 马雷克·乌列里克旗手 （Marek Uleryk）                                   |      |
|      | 阿格尼什卡·波格鲁德卡-文克瓦维克少旗手 （Agnieszka Pogródka-Węcławek） |      |

### 機組人员
機組人员隶属于波兰空军第36特别航空团
| 图片 | 姓名                                                | 职位       |
| ---- | --------------------------------------------------- | ---------- |
|      | 阿尔卡迪乌什·普罗塔休克上尉 （Arkadiusz Protasiuk） | 机长       |
|      | 罗伯特·格日瓦少校 （Robert Grzywna）                | 副驾驶     |
|      | 阿图尔·津泰克中尉 （Artur Ziętek）                  | 领航员     |
|      | 安杰伊·米夏拉克士官長 （Andrzej Michalak）          | 飛航工程師 |
|      | 芭芭拉·马切伊奇克 （Barbara Maciejczyk）            | 空中服務員 |
|      | 纳塔利娅·雅努什科 （Natalia Januszko）              | 空中服務員 |
|      | 尤斯蒂娜·莫纽什科 （Justyna Moniuszko）             | 空中服務員 |

## 各方反应

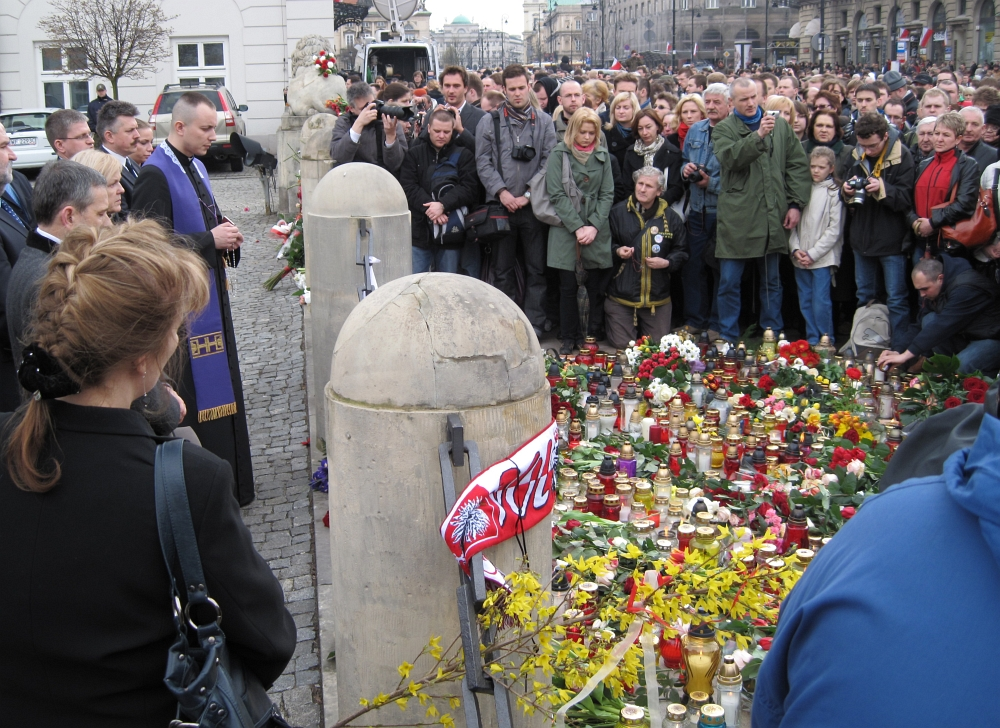
2010年4月10日，華沙市民在波蘭總統府前為悼念空難遇難者獻花

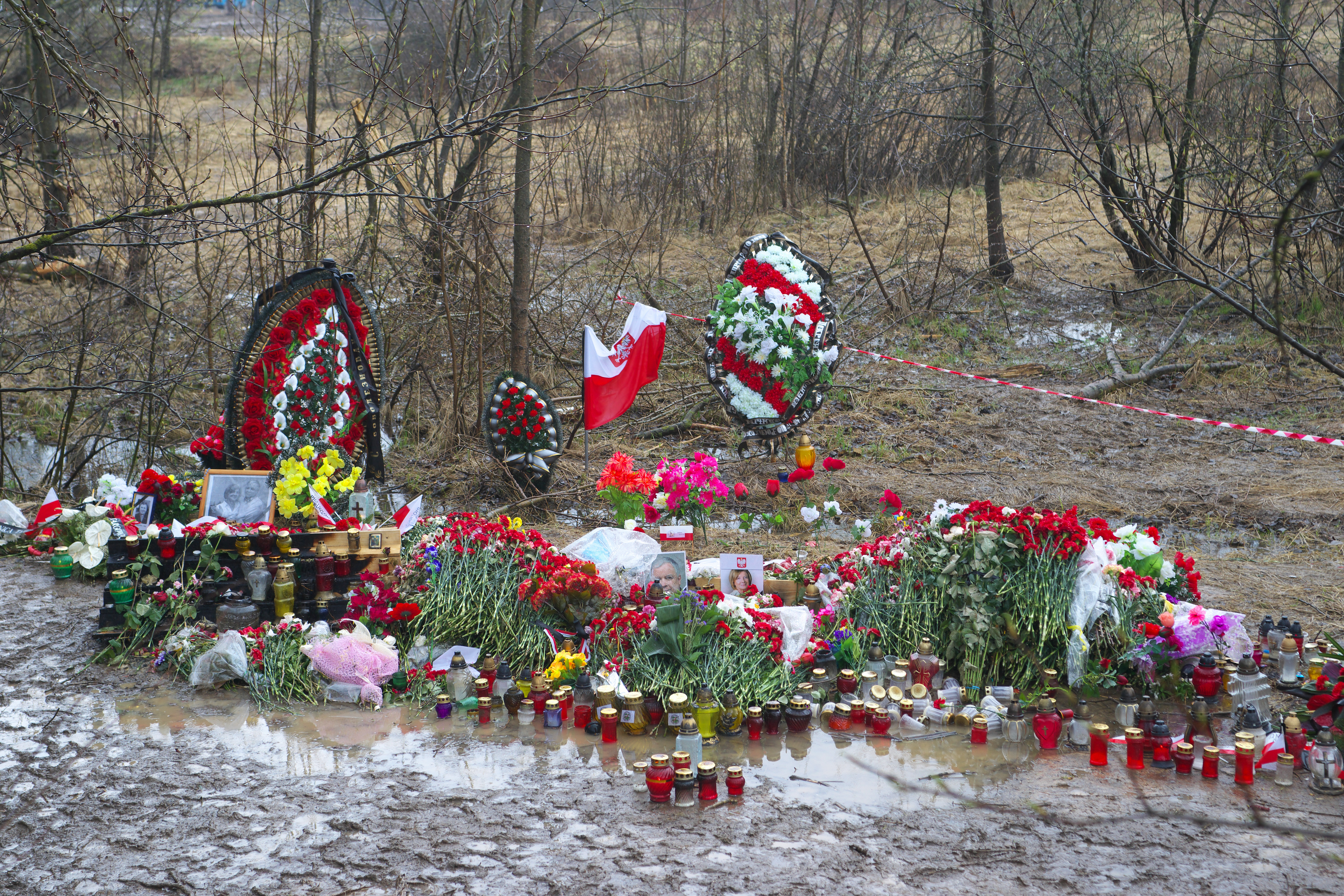
在俄罗斯的墜機現場立紀念碑

### 国家
- 俄羅斯：俄罗斯总统德米特里·阿纳托利耶维奇·梅德韦杰夫与总理弗拉基米尔·弗拉基米罗维奇·普京对波兰总统飞机失事表示哀悼，并成立调查组对此事件进行调查。[34]
- 法國：法国总统尼古拉·萨科齐代表法国人民向波兰总统及所有遇难者亲属表示慰问与深切哀悼。[34]
- 德国：德国总理安格拉·默克爾表示，这次空难夺走波兰总统与许多高级官员性命，让她深感震惊。[35]
- 中国：中华人民共和国主席胡锦涛、国务院总理温家宝与外交部长杨洁篪分别向波兰众议长、代理总统布羅尼斯瓦夫·科莫羅夫斯基、波兰部长会议主席唐納德·圖斯克和波兰外交部长拉多斯瓦夫·西科尔斯基致唁电表示深切哀悼。[36]
- 日本：日本首相鳩山友紀夫拍發電報向波蘭代理總統科莫羅夫斯基及波蘭人民表示最深沉的的哀悼。[37]
- 英国：英国首相戈登·布朗对波兰总统遇难表示震惊和难过，并称这是波兰黑暗的一天。[34]
- 美国：美国总统贝拉克·奥巴马致电波兰总理唐納德·圖斯克对空难表示哀悼，称这起“不可思议的灾难”对波兰、美国和全世界都是重大打击，同时称卡钦斯基是卓越的国家领导人。[38]
- 梵蒂冈：教宗本篤十六世致唁，表达悲痛之意。[39]
- 義大利：意大利总理西尔维奥·贝卢斯科尼表示这场空难对意大利来说是沉重的丧礼。[40]
- 捷克：捷克总统瓦茨拉夫·克劳斯在捷克总统府布拉格城堡上插上了波蘭國旗。[40]
- 立陶宛：立陶宛总统达利娅·格里包斯凯特称立陶宛失去了一位好朋友，并表示4月11日为全国哀悼日。[40]
- 以色列：以色列总理本雅明·内塔尼亚胡表示卡钦斯基为波兰人和犹太人间的关系掀开了新的一页。[40]

### 其他
- 欧洲联盟：欧盟向波兰发出慰问声明，欧盟轮值主席国西班牙外长向波兰人民表示支持，并称波兰和欧盟会团结在一起。[34]同时欧盟还在4月10日当天降半旗致哀。[40]
- 联合国：联合国秘书长潘基文对波兰总统与官员的遇难感到“震惊”，向遇难者表示哀悼，并向波兰人民、波兰政府和遇难者家属表示慰问。[41]
- 欧足联：欧足联主席米歇尔·普拉蒂尼表示卡钦斯基是个足球迷，他对波兰足球爱好者表示慰问。[40]

## 官方悼念日

进行官方悼念的国家

| 国家     | 悼念天数 |
| -------- | -------- |
| 巴西     | 3        |
| 加拿大   | 1        |
|          | 1        |
| 捷克     | 2        |
| 爱沙尼亚 | 1        |
|          | 1        |
| 匈牙利   | 1        |
| 拉脫維亞 | 1        |
| 立陶宛   | 3        |
| 摩尔多瓦 | 1        |
| 波蘭     | 9        |
| 羅馬尼亞 | 1        |
| 俄羅斯   | 1        |
| 塞爾維亞 | 1        |
| 斯洛伐克 | 1        |
| 西班牙   | 1        |
| 土耳其   | 1        |
| 乌克兰   | 1        |